# Liste des districts du Kazakhstan

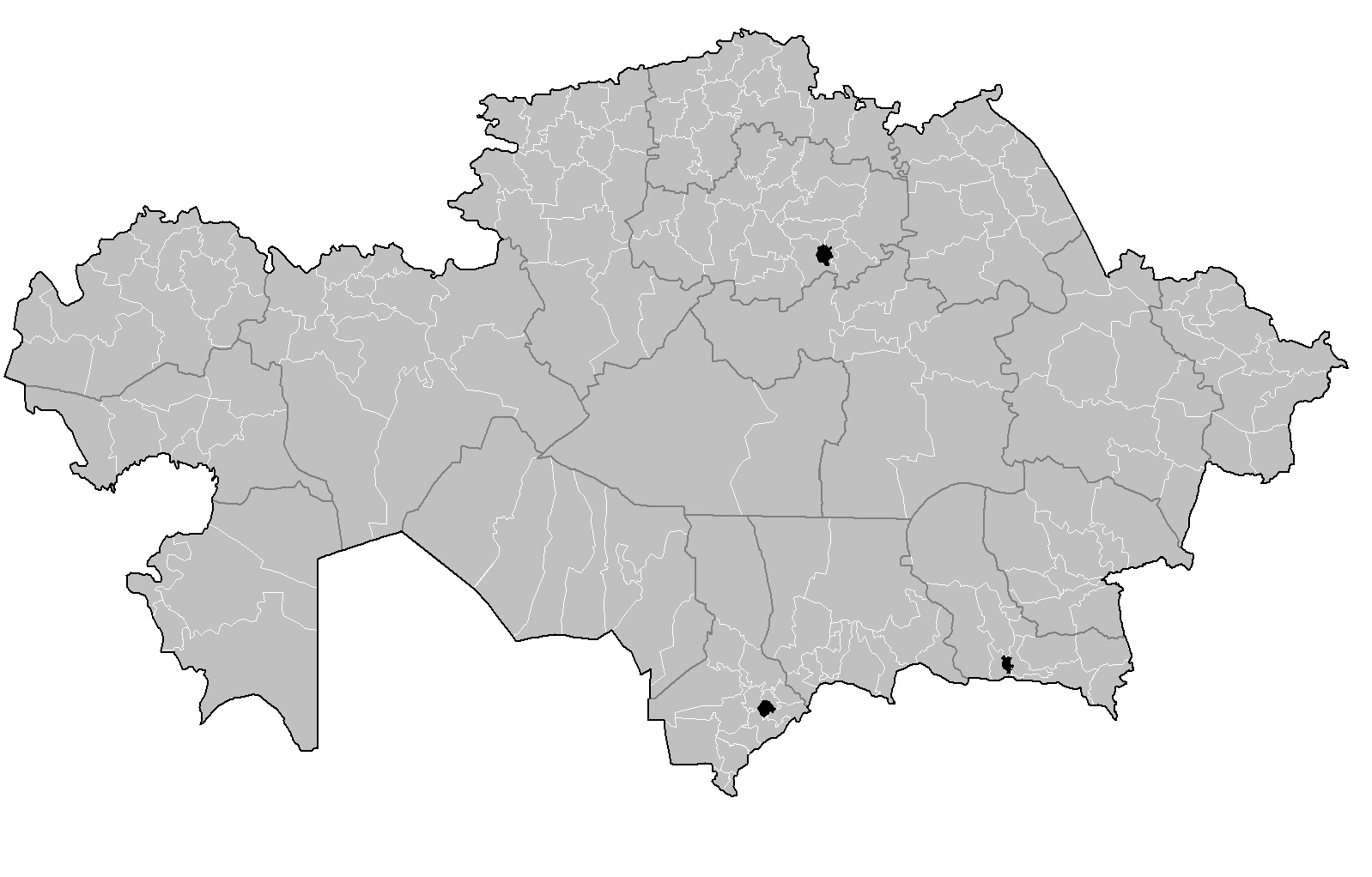
Districts du Kazakhstan.

Cette page liste les 170 districts du Kazakhstan (en kazakh : ауданы, audan), qui sont des subdivisions des 14 provinces ou oblys de ce pays.

## Oblys d'Aqtöbe
- District d'Alga
- District d'Ayteke Bi
- District de Bayganin
- District de Kargaly
- District de Kobda
- District de Khromtau
- District de Martuk
- District de Mugaljar
- District d'Oiyl
- District de Chalkar
- District de Temir
- District d'Yrgyz

## Oblys d'Almaty
- District d'Aksou
- District d'Alakol
- District de Balkhash
- District de Djamboul
- District d'Enbekchikazakh
- District d'Eskeldi
- District d'Ile
- District de Karasaï
- District de Karatal
- District de Kegen
- District de Kerbulak
- District de Koksu
- District de Panfilov
- District de Raiymbek
- District de Sarkant
- District de Talgar
- District Ouïghour

## Oblys d'Aqmola
- District d'Akkol
- District d'Archaly
- District d'Astrakhan
- District d’Atbassar
- District de Bulandy
- District de Bourabaï
- District d'Eguindikol
- District d'Enbekchilder
- District d'Ereïmentaou
- District d'Esil
- District de Jaksy
- District de Jarkaïn
- District de Korgalgyn
- District de Sandyktau
- District de Chortandy
- District de Tselinograd
- District de Zerendi

## Oblys d'Atyraou
- District d'Inder
- District d'Isataï
- District de Jylyoï
- District de Kurmangazy
- District de Kyzylkoga
- District de Makat
- District de Makhambet

## Oblys de Djamboul
- District de Bayzak
- District de Chou
- District de Djamboul
- District de Joualy
- District de Kordaï
- District de Merke
- District de Moiynkum
- District de Saryssou
- District de Talas
- District de Turar Ryskoulov

## Oblys de Karaganda
- District d'Abaï
- District d’Aktogaï
- District de Boukar-Jyraou
- District de Janaarka
- District de Karkaraly
- District de Noura
- District d'Ossakarov
- District de Chet
- District d’Ulytaou

## Oblys du Turkestan
- District de Baydibek[1]
- District de Kazygourt
- District de Maktaaral
- District d'Ordabasy
- District d'Otyrar
- District de Saryaghash
- District de Sayram
- District de Chardara
- District de Sozak
- District de Tole Bi
- District de Toulkibas

## Kazakhstan-Occidental
- District d’Akjaik
- District de Bokey Orda
- District de Bourli
- District de Janakala
- District de Janybek
- District de Karatobe
- District de Kaztal
- District de Chynguirlaou
- District de Syrym
- District de Taskala
- District de Terekti
- District de Zelenov

## Kazakhstan-Oriental
- District d'Abaï[2]
- District d'Aïagouz
- District de Beskaragaï
- District de Borodulikha
- District de Glubokoe
- District de Jarma
- District de Katonkaragaï
- District de Kokpekti
- District de Kourchim
- District de Chemonaikha
- District de Tarbagataï
- District d'Ulan
- District d'Urjar
- District de Zaïssan
- District de Zyrian

## Kazakhstan-Septentrional
- District d’Aiyrtaou[3]
- District d’Akkayin
- District d’Akjar
- District d’Esil
- District de Gabit Musirepov
- District de Kyzyljar
- District de Magjan Jumabaev
- District de Mamlyout
- District de Shal akyn
- District de Taiynsha
- District de Timiryazev
- District d’Ualikhanov
- District de Djamboul

## Oblys de Kostanaï
- District d'Altynsarin [4]
- District d’Amangeldi
- District d’Auliekol
- District de Denisov
- District de Fyodorov
- District de Jangueldy
- District de Jitikara
- District de Kamysty
- District de Karabalyk
- District de Karasu
- District de Kostanaï
- District de Mendykara
- District de Nauyrzym
- District de Sarykol
- District de Taran
- District d'Uzunkol

## Oblys de Kyzylorda
- District d’Aral
- District de Jalagash
- District de Janakorgan
- District de Karmakchy
- District de Kazaly
- District de Shieli
- District de Syrdariya

## Oblys de Manguistaou
- District de Beïnéou
- District de Karakia
- District de Manguistaou
- District de Munaily
- District de Tupkaragan

## Oblys de Pavlodar
- District d’Aktogaï
- District de Bayanaoul
- District d’Ertis
- District de Jelezin
- District de Kachyr
- District de Maï
- District de Pavlodar
- District de Charbakty
- District d’Ouspen